# Aranyos lombjáró
Az aranyos lombjáró vagy sárga lombjáró (Setophaga petechia)  a madarak osztályának verébalakúak (Passeriformes) rendjébe és az újvilági poszátafélék (Parulidae) családjába tartozó faj.

## Rendszerezése
A fajt Carl von Linné svéd természettudós írta le 1766-ban, a Motacilla nembe Motacilla petechia néven. Sokáig a Dendroica nembe sorolták Dendroica petechia néven.

## Alfajai
- Setophaga petechia aequatorialis Sundevall, 1870
- Setophaga petechia aestiva (Gmelin, 1789)
- Setophaga petechia aithocorys Olson, 1980
- Setophaga petechia albicollis (Gmelin, 1789)
- Setophaga petechia alsiosa J. L. Peters, 1926
- Setophaga petechia amnicola Batchelder, 1918
- Setophaga petechia armouri Greenway, 1933
- Setophaga petechia aureola (Gould, 1839)
- Setophaga petechia aurifrons Phelps & W. H. Phelps Jr, 1950
- Setophaga petechia babad Bond, 1927
- Setophaga petechia banksi Browning, 1994
- Setophaga petechia bartholemica Sundevall, 1870
- Setophaga petechia brewsteri Grinnell, 1903
- Setophaga petechia bryanti Ridgway, 1873
- Setophaga petechia castaneiceps Ridgway, 1885
- Setophaga petechia chlora Browning, 1994
- Setophaga petechia chrysendeta Wetmore, 1946
- Setophaga petechia cienagae Zimmer & Phelps, 1944
- Setophaga petechia dugesi Coale, 1887
- Setophaga petechia eoa (Gosse, 1847)
- Setophaga petechia erithachorides S. F. Baird, 1858
- Setophaga petechia flaviceps Chapman, 1892
- Setophaga petechia flavida Cory, 1887
- Setophaga petechia gundlachi S. F. Baird, 1865
- Setophaga petechia iguanae Olson, 1980
- Setophaga petechia jubaris Olson, 1980
- Setophaga petechia melanoptera Lawrence, 1879
- Setophaga petechia morcomi Coale, 1887
- Setophaga petechia obscura Cory, 1909
- Setophaga petechia oraria Parkes & Dickerman, 1967
- Setophaga petechia paraguanae Phelps & Gilliard, 1941
- Setophaga petechia parkesi Browning, 1994
- Setophaga petechia peruviana Sundevall, 1870
- Setophaga petechia petechia (Linnaeus, 1766)
- Setophaga petechia phillipsi Browning, 1994
- Setophaga petechia rhizophorae Van Rossem, 1935
- Setophaga petechia rubiginosa (Pallas, 1811)
- Setophaga petechia ruficapilla (Gmelin, 1789)
- Setophaga petechia rufivertex Ridgway, 1885
- Setophaga petechia rufopileata Ridgway, 1884
- Setophaga petechia solaris Wetmore, 1929
- Setophaga petechia sonorana Brewster, 1888
- Setophaga petechia xanthotera Todd, 1924

## Előfordulása
Észak-Amerikában fészkel, telelni délre vonul Közép-Amerikán keresztül eljut Dél-Amerika északi részéig. Természetes élőhelyei a mocsarak, patakok, lápok közeli fás, bokros területek, száraz cserjések, gyümölcsösök, megművelt területek, erdőszélek, külvárosi udvarok és parkok.

## Megjelenése
Átlagos testhossza 13 centiméter, testtömege 11 gramm. Tollazata nagyrészt sárga színű, rozsdás csíkokkal a mellen.
|  |

## Életmódja
Levelekről szedi össze rovarokból álló táplálékát, de néha bogyós gyümölcsöt is fogyaszt.

## Szaporodása
Fára, vagy bokrokra építi csésze alakú fészkét. Fészekalja 1-5 tojásból áll.
|  |

## Természetvédelmi helyzete
Az elterjedési területe rendkívül nagy, egyedszáma pedig stabil. A Természetvédelmi Világszövetség Vörös listáján nem fenyegetett fajként szerepel.